# Cúp EFL 2017-18
Cúp EFL 2017–18  là mùa giải thứ 58 của EFL Cup, trước đây được gọi là Football League Cup, bao gồm tất cả 92 câu lạc bộ từ Premier League và English Football League (EFL). Mùa giải này sẽ có tên khác 
là Carabao Cup do bắt đầu với 1 nhà tài trợ mới là Carabao Energy Drink sau 1 mùa giải không có nhà tài trợ nào. Trận chung kết sẽ tổ chức trên Sân vận động Wembley, Luân Đôn. Nhà đương kim vô địch hiện tại là Manchester United. Nhà vô địch sẽ bắt đầu từ vòng loại thứ ba của UEFA Europa League 2018–19.

## Thể thức
League Cup là giải đấu dành cho tất cả 92 thành viên của Premier League và English Football League và được chia thành bảy vòng. Vòng 1 sẽ tham gia cùng 22 trên 24 đội của Football League Championship ngoại trừ Hull City và Middlesbrough là những đội được đặc cách vào vòng tiếp theo theo tư cách đội xuống hạng ở giải đấu cap nhất nhất từ Giải bóng đá Ngoại hạng Anh 2016-17. Ở vòng hai, tất cả các đội đến từ Premier League ngoại trừ các đôi không tham dự cúp châu Âu. Arsenal, Chelsea, Everton, Liverpool, Manchester City, Manchester United và Tottenham Hotspur tất cả các đội kể trên sẽ bắt đầu từ vòng ba để tham dự UEFA Champions League và UEFA Europa League.

### Phân loại
- Các câu lạc bộ tham dự cúp châu Âu tham dự từ vòng ba
- Các câu lạc bộ còn lại của Giải bóng đá Ngoại hạng Anh và 2 câu lạc bộ hạng cao nhất Championship vào thẳng vòng hai
- Các câu lạc bộ của Football League vào vòng một.

|                          | Các CLB tham dự từ vòng này                                                                              | Các CLB tham dự từ vòng trước |
| ------------------------ | --- | ----------------------------- |
| Vòng một (70 câu lạc bộ) | - 24 CLB từ Football League Two - 24 CLB từ Football League One - 22 CLB từ Football League Championship |                               |
| Vòng hai (50 câu lạc bộ) | - 2 CLB từ Football League Championship - 13 CLB Premier League (không tham dự cúp châu Âu)              | - 35 đội thắng vòng một       |
| Vòng ba (32 câu lạc bộ)  | - 7 CLB Premier League (tham dự cúp châu Âu)                                                             | - 25 đội thắng vòng hai       |
| Vòng bốn (16 câu lạc bộ) | | - 16 đội thắng vòng ba        |
| Vòng năm (8 câu lạc bộ)  | | - 8 đội thắng vòng bốn        |
| Bán kết (4 câu lạc bộ)   | | - 4 đội thắng vòng năm        |
| Chung kết (2 câu lạc bộ) | | - 2 đội thắng trận bán kết    |

## Vòng một

### Tham dự
Tổng cộng có 70 câu lạc bộ thi đấu vòng một: 24 từ League Two (hạng 4), 24 từ League One (hạng 3), và 22 từ Championship (hạng 2). Việc bốc thăm vòng này dựa trên vị trí địa lý 'bắc' và 'nam'. Các đội cùng miền sẽ được bốc với nhau.

### Trận đấu
Vòng đấu đầu tiên được thực hiện như sau:
| 8 tháng 8 năm 2017 | Accrington Stanley (4)                       | 3–2      | Preston North End (2) | Accrington                                                                 |  |
| 19:45 BST          | Richards-Everton 20' · Clark 86' · Kee 90+3' | Chi tiết | Hugill 70', 90+1'     | Sân vận động: Crown Ground Lượng khán giả: 2,879 Trọng tài: Eddie Ilderton |  |

| 8 tháng 8 năm 2017 | AFC Wimbledon (3) | 1–3 (s.h.p.) | Brentford (2)                              | Kingston upon Thames, Luân Đôn                                             |  |
| 19:45 BST          | Robinson 25'      | Chi tiết     | Sawyers 69' · Watkins 105+1' · Shaibu 119' | Sân vận động: Kingsmeadow Lượng khán giả: 3,229 Trọng tài: Dean Whitestone |  |

| 8 tháng 8 năm 2017 | Barnsley (2)                               | 4–3      | Morecambe (4)                                 | Barnsley                                     |  |
| 19:45 BST          | Bradshaw 2', 46' · Ugbo 22' · Hedges 90+5' | Chi tiết | Lavelle 45+1' · Rose 49' (ph.đ.) · Oliver 82' | Sân vận động: Oakwell Trọng tài: Darren Bond |  |

| 8 tháng 8 năm 2017 | Birmingham City (2)                          | 5–1      | Crawley Town (4) | Bordesley, Birmingham                                                        |  |
| 19:45 BST          | Adams 27', 42', 66' · Davis 38' · Tesche 49' | Chi tiết | Camara 86'       | Sân vận động: St Andrew's Lượng khán giả: 7,814 Trọng tài: Michael Salisbury |  |

| 8 tháng 8 năm 2017 | Bradford City (3)      | 2–3      | Doncaster Rovers (3)                | Bradford                                                                     |  |
| 19:45 BST          | Poleon 35' · Jones 84' | Chi tiết | May 8' · Kongolo 71' · Whiteman 88' | Sân vận động: Valley Parade Lượng khán giả: 3,175 Trọng tài: Darren Drysdale |  |

| 8 tháng 8 năm 2017 | Bristol City (2)                                              | 5–0      | Plymouth Argyle (3) | Ashton Gate, Bristol                                                               |  |
| 19:45 BST          | Hegeler 2' · Baker 14' · Smith 19' · Hinds 39' · Paterson 79' | Chi tiết |                     | Sân vận động: Ashton Gate Stadium Lượng khán giả: 9,838 Trọng tài: Oliver Langford |  |

| 8 tháng 8 năm 2017 | Bristol Rovers (3)                           | 4–1      | Cambridge United (4) | Horfield, Bristol                                                             |  |
| 19:45 BST          | Bodin 13', 42' · Harrison 61' · Sercombe 70' | Chi tiết | Ikpeazu 66'          | Sân vận động: Memorial Stadium Lượng khán giả: 4,114 Trọng tài: Kevin Johnson |  |

| 8 tháng 8 năm 2017 | Cardiff City (2)                | 2–1 (s.h.p.) | Portsmouth (3)      | Cardiff                                                                          |  |
| 19:45 BST          | Mendez-Laing 48' · Halford 113' | Chi tiết     | Morrison 32' (l.n.) | Sân vận động: Cardiff City Stadium Lượng khán giả: 6,592 Trọng tài: Steve Martin |  |

| 8 tháng 8 năm 2017 | Coventry City (4) | 1–3      | Blackburn Rovers (3)                   | Rowleys Green, Coventry                                                             |  |
| 19:45 BST          | Nazon 22'         | Chi tiết | Evans 16' · Smallwood 33' · Samuel 56' | Sân vận động: Ricoh Arena Lượng khán giả: 5,372 Trọng tài: Darren England (England) |  |

| 8 tháng 8 năm 2017 | Exeter City (4) | 1–2      | Charlton Athletic (3)         | Exeter                                                                    |  |
| 19:45 BST          | Holmes 54'      | Chi tiết | Clarke 72' · Charles-Cook 79' | Sân vận động: St James Park Lượng khán giả: 2,699 Trọng tài: Tim Robinson |  |

| 8 tháng 8 năm 2017 | Fleetwood Town (3) | 1–2 (s.h.p.) | Carlisle United (4)            | Fleetwood                                                                        |  |
| 19:45 BST          | Hiwula 69'         | Chi tiết     | S. Miller 22' · T. Miller 101' | Sân vận động: Highbury Stadium Lượng khán giả: 1,711 Trọng tài: Graham Salisbury |  |

| 8 tháng 8 năm 2017 | Forest Green Rovers (4) | 0–1 (s.h.p.) | Milton Keynes Dons (3) | Nailsworth                                                                    |  |
| 19:45 BST          |                         | Chi tiết     | Ariyibi 110'           | Sân vận động: The New Lawn Lượng khán giả: 1,608 Trọng tài: Anthony Backhouse |  |

| 8 tháng 8 năm 2017 | Luton Town (4) | 0–2      | Ipswich Town (2)      | Luton                                                                      |  |
| 19:45 BST          |                | Chi tiết | McGoldrick 34', 90+3' | Sân vận động: Kenilworth Road Lượng khán giả: 4,610 Trọng tài: Andy Haines |  |

| 8 tháng 8 năm 2017 | Mansfield Town (4) | 0–1      | Rochdale (3) | Mansfield                                                             |  |
| 19:45 BST          |                    | Chi tiết | Camps 17'    | Sân vận động: Field Mill Lượng khán giả: 1,457 Trọng tài: Andy Madley |  |

| 8 tháng 8 năm 2017 | Millwall (2)     | 2–0      | Stevenage (4) | Bermondsey, Luân Đôn                                                |  |
| 19:45 BST          | Elliott 54', 67' | Chi tiết |               | Sân vận động: The Den Lượng khán giả: 3,096 Trọng tài: Simon Hooper |  |

| 8 tháng 8 năm 2017 | Norwich City (2)                         | 3–2      | Swindon Town (4)            | Norwich                                                                      |  |
| 19:45 BST          | Jerome 27' · Hoolahan 39' · Maddison 42' | Chi tiết | Lancashire 25' · Mullin 62' | Sân vận động: Carrow Road Lượng khán giả: 13,166 Trọng tài: Geoff Eltringham |  |

| 8 tháng 8 năm 2017 | Nottingham Forest (2)              | 2–1      | Shrewsbury Town (3) | Nottingham                                                            |  |
| 19:45 BST          | Carayol 29' (ph.đ.) · Cummings 75' | Chi tiết | Whalley 79' (ph.đ.) | Sân vận động: City Ground Lượng khán giả: 7,546 Trọng tài: John Busby |  |

| 8 tháng 8 năm 2017 | Oxford United (3)                        | 3–4 (s.h.p.) | Cheltenham Town (4)            | Oxford                                                                       |  |
| 19:45 BST          | Johnson 21' (pen) · Obika 31' · Xemi 42' | Chi tiết     | Eisa 9', 99' · Wright 66', 90' | Sân vận động: Kassam Stadium Lượng khán giả: 3,179 Trọng tài: Graham Horwood |  |

| 8 tháng 8 năm 2017 | Peterborough United (3) | 1–3      | Barnet (4)                                    | Peterborough                                                                       |  |
| 19:45 BST          | Edwards 30'             | Chi tiết | Akpa Akpro 22' · Vilhete 39' · Coulthirst 58' | Sân vận động: London Road Stadium Lượng khán giả: 2,725 Trọng tài: Tony Harrington |  |

| 8 tháng 8 năm 2017 | Queens Park Rangers (2) | 1–0      | Northampton Town (3) | Shepherd's Bush, Luân Đôn                                                     |  |
| 19:45 BST          | N'Gbakoto 36'           | Chi tiết |                      | Sân vận động: Loftus Road Lượng khán giả: 4,317 Trọng tài: Charles Breakspear |  |

| 8 tháng 8 năm 2017 | Rotherham United (3)    | 2–1      | Lincoln City (4) | Rotherham                                                                       |  |
| 19:45 BST          | Proctor 39' · Forde 78' | Chi tiết | Knott 64'        | Sân vận động: New York Stadium Lượng khán giả: 5,489 Trọng tài: Seb Stockbridge |  |

| 8 tháng 8 năm 2017                                           | Scunthorpe United (3)                   | 3–3 (s.h.p.) (6–5 p)                                   | Notts County (4)                       | Scunthorpe                                                              |  |
| 19:45 BST                                                    | Madden 69' (ph.đ.), 105+1' · Holmes 86' | Chi tiết                                               | Grant 22' · Brisley 90+2' · Yates 117' | Sân vận động: Glanford Park Lượng khán giả: 1,874 Trọng tài: David Webb |  |
|                                                              |                                         | Loạt sút luân lưu                                      |                                        |                                                                         |  |
| - Madden - Van Veen - Adelakun - Townsend - Redmond - Holmes |                                         | - Smith - Thompson - Milsom - Brisley - Forte - Toolte |                                        |                                                                         |  |

| 8 tháng 8 năm 2017 | Sheffield Wednesday (2)                                   | 4–1      | Chesterfield (4)   | Owlerton, Sheffield                                                             |  |
| 19:45 BST          | Fletcher 45+2' · Hooper 43' · Bannan 75' · Hutchinson 83' | Chi tiết | Dennis 38' (ph.đ.) | Sân vận động: Hillsborough Stadium Lượng khán giả: 11,682 Trọng tài: Ross Joyce |  |

| 8 tháng 8 năm 2017 | Southend United (3) | 0–2      | Newport County (4) | Southend-on-Sea                                                          |  |
| 19:45 BST          |                     | Chi tiết | McCoulsky 52', 58' | Sân vận động: Roots Hall Lượng khán giả: 2,998 Trọng tài: Antony Coggins |  |

| 8 tháng 8 năm 2017 | Wigan Athletic (3)         | 2–1      | Blackpool (3)   | Wigan                                                                     |  |
| 19:45 BST          | Laurent 17' · Flores 45+1' | Chi tiết | Gnanduillet 59' | Sân vận động: DW Stadium Lượng khán giả: 3,391 Trọng tài: Chris Sarginson |  |

| 8 tháng 8 năm 2017 | Wolverhampton Wanderers (2) | 1–0      | Yeovil Town (4) | Wolverhampton                                                                |  |
| 19:45 BST          | Dicko 76'                   | Chi tiết |                 | Sân vận động: Molineux Stadium Lượng khán giả: 9,478 Trọng tài: Robert Lewis |  |

| 8 tháng 8 năm 2017 | Wycombe Wanderers (4) | 0–2      | Fulham (2)            | High Wycombe                                                         |  |
| 19:45 BST          |                       | Chi tiết | Piazon 67' · Odoi 81' | Sân vận động: Adams Park Lượng khán giả: 3,639 Trọng tài: Gavin Ward |  |

| 8 tháng 8 năm 2017 | Reading (2)    | 2–0      | Gillingham (3) | Reading                                                                        |  |
| 20:00 BST          | Kelly 71', 86' | Chi tiết |                | Sân vận động: Madejski Stadium Lượng khán giả: 5,936 Trọng tài: Brett Huxtable |  |

| 9 tháng 8 năm 2017 | Colchester United (4) | 1–2      | Aston Villa (2)            | Colchester                                                                              |  |
| 19:45 BST          | Kent 39'              | Chi tiết | Hogan 7' · Kent 19' (l.n.) | Sân vận động: Colchester Community Stadium Lượng khán giả: 6,603 Trọng tài: John Brooks |  |

| 9 tháng 8 năm 2017 | Crewe Alexandra (4) | 1–2      | Bolton Wanderers (2)      | Crewe                                                                   |  |
| 19:45 BST          | Porter 42'          | Chi tiết | Armstrong 70' · Derik 81' | Sân vận động: Gresty Road Lượng khán giả: 3,167 Trọng tài: Mark Heywood |  |

| 9 tháng 8 năm 2017 | Leeds United (2)                | 4–1      | Port Vale (4) | Leeds                                                                    |  |
| 19:45 BST          | Sáiz 13', 60', 62' · Ekuban 83' | Chi tiết | Tonge 36'     | Sân vận động: Elland Road Lượng khán giả: 15,431 Trọng tài: Peter Bankes |  |

| 9 tháng 8 năm 2017 | Oldham Athletic (3)            | 2–3      | Burton Albion (2)                         | Oldham                                                                    |  |
| 19:45 BST          | Green 55' · Davies 67' (ph.đ.) | Chi tiết | Varney 47' · Lund 69' · Akins 86' (ph.đ.) | Sân vận động: Boundary Park Lượng khán giả: 2,176 Trọng tài: Scott Duncan |  |

| 9 tháng 8 năm 2017 | Sheffield United (2)                           | 3–2      | Walsall (3)                            | Sheffield                                                                |  |
| 19:45 BST          | Roberts 74' (l.n.) · Thomas 79' · Lafferty 82' | Chi tiết | Bakayoko 13' · Oztumer 90+1' (ph.đ.) · | Sân vận động: Bramall Lane Lượng khán giả: 5,210 Trọng tài: Kevin Friend |  |

| 10 tháng 8 năm 2017 | Bury (3) | 0–1      | Sunderland (2) | Bury, Greater Manchester                                              |  |
| 19:45 BST           |          | Chi tiết | Honeyman 69'   | Sân vận động: Gigg Lane Lượng khán giả: 3,470 Trọng tài: Robert Jones |  |

| 22 tháng 8 năm 2017 | Grimsby Town (4) | 0–1      | Derby County (2)  | Cleethorpes                                                                |  |
| 19:45 BST           |                  | Chi tiết | Vydra 53' (ph.đ.) | Sân vận động: Blundell Park Lượng khán giả: 3,033 Trọng tài: Trevor Kettle |  |

Ghi chú: Số trong ngoặc đơn là cấp độ giải đấu của đội trong mùa 2017-18.

## Vòng hai

### Tham dự
Tổng cộng có 50 câu lạc bộ tham gia vòng hài: 15 đội bước vào vòng này và 25 đội thắng từ vòng một. 
15 câu lạc bộ tham gia vòng này là 13 câu lạc bộ từ 2017–18 Premier League not involved in any European competition, plus two clubs from the EFL Championship. The two clubs from the Championship are the two clubs that finished 18th and 19th in the 2016–17 Premier League. Lễ rút thăm vòng hai diễn ra vào ngày 10 tháng 8 năm 2017 

### Trận đấu
Vòng đấu hai được thực hiện như sau:
| 22 tháng 8 năm 2017 | Accrington Stanley (4) | 1–3      | West Bromwich Albion (1)                  | Accrington                                                                 |  |
| 19:45 BST           | Dallison 86'           | Chi tiết | Rondón 11' · Phillips 31' · Rodriguez 64' | Sân vận động: Crown Ground Lượng khán giả: 2,699 Trọng tài: Jeremy Simpson |  |

| 22 tháng 8 năm 2017 | Aston Villa (2)                             | 4–1      | Wigan Athletic (3) | Birmingham                                                                 |  |
| 19:45 BST           | Hogan 19', 44' · Adomah 36' · Bjarnason 74' | Chi tiết | Colclough 43'      | Sân vận động: Villa Park Lượng khán giả: 18,108 Trọng tài: Darren Drysdale |  |

| 22 tháng 8 năm 2017 | Birmingham (2)  | 1–2      | AFC Bournemouth (1)   | Birmingham                                                                   |  |
| 19:45 BST           | Kieftenbeld 11' | Chi tiết | Fraser 46' · Pugh 68' | Sân vận động: St. Andrew's Lượng khán giả: 8,245 Trọng tài: Geoff Eltringham |  |

| 22 tháng 8 năm 2017 | Brighton & Hove Albion (1) | 1–0      | Barnet (4) | Brighton                                                                    |  |
| 19:45 BST           | Tilley 53'                 | Chi tiết |            | Sân vận động: Falmer Stadium Lượng khán giả: 11,414 Trọng tài: Steve Martin |  |

| 22 tháng 8 năm 2017 | Bolton Wanderers (2)                              | 3–2      | Sheffield Wednesday (2) | Bolton                                                                   |  |
| 20:00 BST           | Dervite 42' · Armstrong 57' (ph.đ.) · Karacan 64' | Chi tiết | Rhodes 76', 83'         | Sân vận động: Macron Stadium Lượng khán giả: 6,385 Trọng tài: David Webb |  |

| 22 tháng 8 năm 2017 | Cardiff City (2) | 1–2      | Burton Albion (2)    | Cardiff, Wales                                                                 |  |
| 19:45 BST           | Pilkington 76'   | Chi tiết | Naylor 26' · Fox 70' | Sân vận động: Cardiff City Stadium Lượng khán giả: 5,820 Trọng tài: John Busby |  |

| 22 tháng 8 năm 2017 | Carlisle United (4) | 1–2      | Sunderland (2)       | Carlisle                                                                |  |
| 19:45 BST           | Grainger 60'        | Chi tiết | Love 25' · Gooch 80' | Sân vận động: Brunton Park Lượng khán giả: 8,187 Trọng tài: Darren Bond |  |

| 22 tháng 8 năm 2017 | Crystal Palace (1) | 2–1      | Ipswich Town (2) | Selhurst, Luân Đôn                                                       |  |
| 19:30 BST           | McArthur 76', 84'  | Chi tiết | Celina 90+1'     | Sân vận động: Selhurst Park Lượng khán giả: 9,837 Trọng tài: Andy Davies |  |

| 22 tháng 8 năm 2017 | Doncaster Rovers (3) | 2–0      | Hull City (2) | Doncaster                                                                        |  |
| 19:45 BST           | May 48' · Rowe 54'   | Chi tiết |               | Sân vận động: Keepmoat Stadium Lượng khán giả: 7,139 Trọng tài: Graham Salisbury |  |

| 22 tháng 8 năm 2017 | Fulham (2) | 0–1      | Bristol Rovers (3) | Fulham, Luân Đôn                                                              |  |
| 19:45 BST           |            | Chi tiết | Harrison 13'       | Sân vận động: Craven Cottage Lượng khán giả: 6,243 Trọng tài: Dean Whitestone |  |

| 22 tháng 8 năm 2017 | Leeds United (2)                            | 5–1      | Newport County (4) | Leeds                                                                  |  |
| 19:45 BST           | Roofe 44', 49', 65' · Sáiz 78' · Vieira 89' | Chi tiết | Labadie 33'        | Sân vận động: Elland Road Lượng khán giả: 17,098 Trọng tài: Ross Joyce |  |

| 22 tháng 8 năm 2017 | Middlesbrough (2)                    | 3–0      | Scunthorpe United (3) | Middlesbrough                                                                   |  |
| 19:45 BST           | Fábio 17' · Baker 30' · Fletcher 55' | Chi tiết |                       | Sân vận động: Riverside Stadium Lượng khán giả: 12,679 Trọng tài: Andrew Madley |  |

| 22 tháng 8 năm 2017 | Milton Keynes Dons (3) | 1–4      | Swansea City (1)                      | Milton Keynes                                                       |  |
| 19:45 BST           | Seager 17'             | Chi tiết | Fer 19', 60' · Abraham 71' · Ayew 86' | Sân vận động: Stadium mk Lượng khán giả: 5,162 Trọng tài: Rob Jones |  |

| 22 tháng 8 năm 2017 | Norwich City (2)                            | 4–1      | Charlton Athletic (3) | Norwich                                                                 |  |
| 19:45 BST           | Murphy 21', 52' · Watkins 74' · Trybull 89' | Chi tiết | Novak 5'              | Sân vận động: Carrow Road Lượng khán giả: 12,521 Trọng tài: Andy Haines |  |

| 22 tháng 8 năm 2017 | Queens Park Rangers (2) | 1–4      | Brentford (2)                                            | Shepherd's Bush, Luân Đôn                                                  |  |
| 19:45 BST           | Furlong 43'             | Chi tiết | Borysiuk 10' (l.n.) · Egan 19' · Maupay 32' · Clarke 83' | Sân vận động: Loftus Road Lượng khán giả: 9,719 Trọng tài: Chris Sarginson |  |

| 22 tháng 8 năm 2017 | Reading (2)                          | 3–1 (s.h.p.) | Millwall (2) | Reading                                                      |  |
| 20:00 BST           | Bacuna 34' · Evans 105' · Smith 117' | Chi tiết     | Ferguson 37' | Sân vận động: Madejski Stadium Trọng tài: Charles Breakspear |  |

| 22 tháng 8 năm 2017 | Sheffield United (2) | 1–4      | Leicester City (1)                       | Sheffield                                                                    |  |
| 19:45 BST           | Lavery 83'           | Chi tiết | Gray 52' · Slimani 63', 67' · Musa 90+3' | Sân vận động: Bramall Lane Lượng khán giả: 11,280 Trọng tài: Tony Harrington |  |

| 22 tháng 8 năm 2017 | Watford (1)                 | 2–3      | Bristol City (2)                      | Watford                                                                   |  |
| 19:45 BST           | Capoue 47' · Mariappa 90+5' | Chi tiết | Hinds 59' · Reid 67' · Eliasson 90+3' | Sân vận động: Vicarage Road Lượng khán giả: 9,003 Trọng tài: Tim Robinson |  |

| 23 tháng 8 năm 2017 | Blackburn Rovers (3) | 0–2    | Burnley (1)            | Blackburn                                                               |  |
| 19:45 BST           |                      | Report | Cork 27' · Brady 45+4' | Sân vận động: Ewood Park Lượng khán giả: 16,313 Trọng tài: Simon Hooper |  |

| 23 tháng 8 năm 2017 | Cheltenham Town (4) | 0–2    | West Ham United (1)  | Cheltenham                                                                  |  |
| 19:45 BST           |                     | Report | Sakho 40' · Ayew 43' | Sân vận động: Whaddon Road Lượng khán giả: 6,259 Trọng tài: Oliver Langford |  |

| 23 tháng 8 năm 2017 | Huddersfield Town (1)            | 2–1    | Rotherham United (3) | Huddersfield                                                                 |  |
| 19:45 BST           | Billing 52' (ph.đ.) · Lolley 54' | Report | Ajayi 1'             | Sân vận động: Kirklees Stadium Lượng khán giả: 8,290 Trọng tài: Peter Bankes |  |

| 23 tháng 8 năm 2017 | Newcastle United (1)       | 2–3 (s.h.p.) | Nottingham Forest (2)          | Newcastle upon Tyne                                                            |  |
| 19:45 BST           | Mitrović 3' · Aarons 45+1' | Report       | Cummings 29', 31' · Walker 97' | Sân vận động: St. James' Park Lượng khán giả: 27,709 Trọng tài: Darren England |  |

| 23 tháng 8 năm 2017 | Southampton (1) | 0–2    | Wolverhampton Wanderers (2) | Southampton                                                                        |  |
| 19:45 BST           |                 | Report | Batth 67' · Wilson 87'      | Sân vận động: St. Mary's Stadium Lượng khán giả: 17,931 Trọng tài: James Linington |  |

| 23 tháng 8 năm 2017 | Stoke City (1)                          | 4–0    | Rochdale (3) | Stoke-on-Trent                                                             |  |
| 19:45 BST           | Allen 16', 42' · Crouch 29' · Sobhi 80' | Report |              | Sân vận động: bet365 Stadium Lượng khán giả: 9,930 Trọng tài: Scott Duncan |  |

| ngày 12 tháng 9 năm 2017 | Barnsley (2)                             | 3–2    | Derby County (2)         | Barnsley                                        |  |
| 19:45 BST                | Jackson 18' · Bradshaw 73' · Hammill 88' | Report | Russell 6' · Bennett 39' | Sân vận động: Oakwell Trọng tài: Eddie Ilderton |  |

Ghi chú: Số trong ngoặc đơn là cấp độ giải đấu của đội trong mùa giải 2017-18.

## Vòng ba

### Tham dự
Có tổng cộng 32 đội tham gia vòng ba: trong đó có 7 đội bước vào vòng này và 25 đội thắng từ vòng hai. Các câu lạc bộ tham gia vòng này là bảy đội từ 2017–18 Premier League tham gia cúp châu Âu. Lễ bốc thắm cho vòng thứ ba đã được tổ chức vào ngày 24 tháng 8 năm 2017 

### Trận đấu
Vòng đấu ba được thực hiện như sau:
| 19 tháng 9 năm 2017 | Aston Villa (2) | 0–2      | Middlesbrough (2)        | Birmingham                                                              |  |
| 19:45 BST           |                 | Chi tiết | Bamford 58' (ph.đ.), 67' | Sân vận động: Villa Park Lượng khán giả: 11,197 Trọng tài: Steve Martin |  |

| 19 tháng 9 năm 2017 | AFC Bournemouth (1) | 1–0 (s.h.p.) | Brighton & Hove Albion (1) | Bournemouth                                                             |  |
| 19:45 BST           | King 99'            | Chi tiết     |                            | Sân vận động: Dean Court Lượng khán giả: 10,372 Trọng tài: Kevin Friend |  |

| 19 tháng 9 năm 2017 | Brentford (2) | 1–3      | Norwich City (2)                      | Brentford, Luân Đôn                                   |  |
| 19:45 BST           | Clarke 90+1'  | Chi tiết | Vrančić 10' (ph.đ.), 51' · Murphy 68' | Sân vận động: Griffin Park Trọng tài: James Linington |  |

| 19 tháng 9 năm 2017 | Bristol City (2)          | 2–0      | Stoke City (1) | Bristol                                                                      |  |
| 19:45 BST           | Diédhiou 50' · Taylor 60' | Chi tiết |                | Sân vận động: Ashton Gate Lượng khán giả: 13,826 Trọng tài: Geoff Eltringham |  |

| 19 tháng 9 năm 2017                 | Burnley (1)                    | 2–2 (s.h.p.) (3–5 p)                             | Leeds United (2)                    | Burnley                                                               |  |
| 19:45 BST                           | Wood 89' (ph.đ.) · Brady 90+6' | Chi tiết                                         | Sacko 80' · Hernández 90+4' (ph.đ.) | Sân vận động: Turf Moor Lượng khán giả: 11,799 Trọng tài: Darren Bond |  |
|                                     |                                | Loạt sút luân lưu                                |                                     |                                                                       |  |
| - Wood - Barnes - Brady - Tarkowski |                                | - Lasogga - Hernández - Klich - Alioski - Dallas |                                     |                                                                       |  |

| 19 tháng 9 năm 2017 | Crystal Palace (1) | 1–0      | Huddersfield Town (1) | Selhurst, Luân Đôn                                                       |  |
| 19:45 BST           | Sako 13'           | Chi tiết |                       | Sân vận động: Selhurst Park Lượng khán giả: 6,607 Trọng tài: Lee Probert |  |

| 19 tháng 9 năm 2017 | Leicester City (1)        | 2–0      | Liverpool (1) | Leicester                                                                         |  |
| 19:45 BST           | Okazaki 65' · Slimani 78' | Chi tiết |               | Sân vận động: King Power Stadium Lượng khán giả: 31,609 Trọng tài: Stuart Attwell |  |

| 19 tháng 9 năm 2017 | Reading (2) | 0–2      | Swansea City (1)         | Reading                                                                     |  |
| 20:00 BST           |             | Chi tiết | Mawson 52' · J. Ayew 83' | Sân vận động: Madejski Stadium Lượng khán giả: 8,729 Trọng tài: Andy Davies |  |

| ngày 19 tháng 9 năm 2017 | Tottenham Hotspur (1) | 1–0 | Barnsley (2) | Luân Đôn                                                                     |  |
| 20:00 BST                | Alli 65'              |     |              | Sân vận động: Wembley Stadium Lượng khán giả: 23,826 Trọng tài: Tim Robinson |  |

| 19 tháng 9 năm 2017 | West Ham United (1)                    | 3–0      | Bolton Wanderers (2) | Stratford, Luân Đôn                                                          |  |
| 19:45 BST           | Ogbonna 4' · Sakho 31' · Masuaku 90+4' | Chi tiết |                      | Sân vận động: Olympic Stadium Lượng khán giả: 35,806 Trọng tài: Simon Hooper |  |

| 19 tháng 9 năm 2017 | Wolverhampton Wanderers (2) | 1–0 (s.h.p.) | Bristol Rovers (3) | Wolverhampton                                                                    |  |
| 19:45 BST           | Enobakhare 98'              | Chi tiết     |                    | Sân vận động: Molineux Stadium Lượng khán giả: 12,740 Trọng tài: Tony Harrington |  |

| 20 tháng 9 năm 2017 | Arsenal (1) | 1–0      | Doncaster Rovers (3) | Holloway, Luân Đôn                                                            |  |
| 19:45 BST           | Walcott 25' | Chi tiết |                      | Sân vận động: Emirates Stadium Lượng khán giả: 44,064 Trọng tài: Scott Duncan |  |

| 20 tháng 9 năm 2017 | Chelsea (1)                                        | 5–1      | Nottingham Forest (2) | Fulham, Luân Đôn                                                               |  |
| 19:45 BST           | Kenedy 13' · Batshuayi 19', 53', 86' · Musonda 40' | Chi tiết | Darikwa 90+1'         | Sân vận động: Stamford Bridge Lượng khán giả: 40,621 Trọng tài: Chris Kavanagh |  |

| 20 tháng 9 năm 2017 | Everton (1)                         | 3–0      | Sunderland (2) | Liverpool                                                                     |  |
| 19:45 BST           | Calvert-Lewin 38', 51' · Niasse 83' | Chi tiết |                | Sân vận động: Goodison Park Lượng khán giả: 23,000 Trọng tài: Oliver Langford |  |

| 20 tháng 9 năm 2017 | Manchester United (1)                        | 4–1      | Burton Albion (2) | Old Trafford, Manchester                                                  |  |
| 20:00 BST           | Rashford 5', 17' · Lingard 36' · Martial 60' | Chi tiết | Dyer 90+1'        | Sân vận động: Old Trafford Lượng khán giả: 54,256 Trọng tài: Graham Scott |  |

| 20 tháng 9 năm 2017 | West Bromwich Albion (1) | 1–2      | Manchester City (1) | West Bromwich                                                            |  |
| 20:00 BST           | Yacob 72'                | Chi tiết | Sané 3', 77'        | Sân vận động: The Hawthorns Lượng khán giả: 14,953 Trọng tài: Mike Jones |  |

Ghi chú: Số trong ngoặc đơn là cấp độ giải đấu của đội trong mùa 2017-18.

## Vòng bốn

### Tham gia
Có tổng cộng 16 đội sẽ tham gia vòng bốn: tất cả các đội chiến thắng từ vòng ba. Lễ bốc thắm cho vòng thứ ba đã được tổ chức vào ngày 20 tháng 9 năm 2017 

## Tranh cãi

### Bốc thăm vòng một
Đã có một số sai sót ở lượt bốc thăm vòng một. Nhiều người hâm mộ gặp phải vấn đề với âm thanh trên luồng trực tiếp từ Thái Lan, do đó dựa vào đồ hoạ. Tuy nhiên cũng có một số sai sót về đồ hoạ: Charlton Athletic được bốc thăm bằng hai hiệp đấu, trong khi một số đội khác bao gồm AFC Wimbledon, Brentford, Swindon Town, Norwich City, Forest Green Rovers, Wolverhampton Wanderers và Yeovil Town đã được hiển thị đã được đưa ra sai chỗ bốc thăm. Hiệp hội bóng đá Anh sau đó đã đưa ra một tuyên bố xin lỗi vì những sai sót đã được đưa ra và nói rằng lượt bốc thăm không bị ảnh hưởng với tất cả các câu lạc bộ nhận được xác nhận mối quan hệ của họ.